# 小行星6308
小行星6308（6308 Ebisuzaki）是一颗绕太阳运转的小行星，为主小行星带小行星。该小行星于1990年1月17日发现。

## 轨道参数
小行星6308的轨道半长轴为3.1520793 UA，离心率为0.172。